# Ryska federationens federala säkerhetstjänst

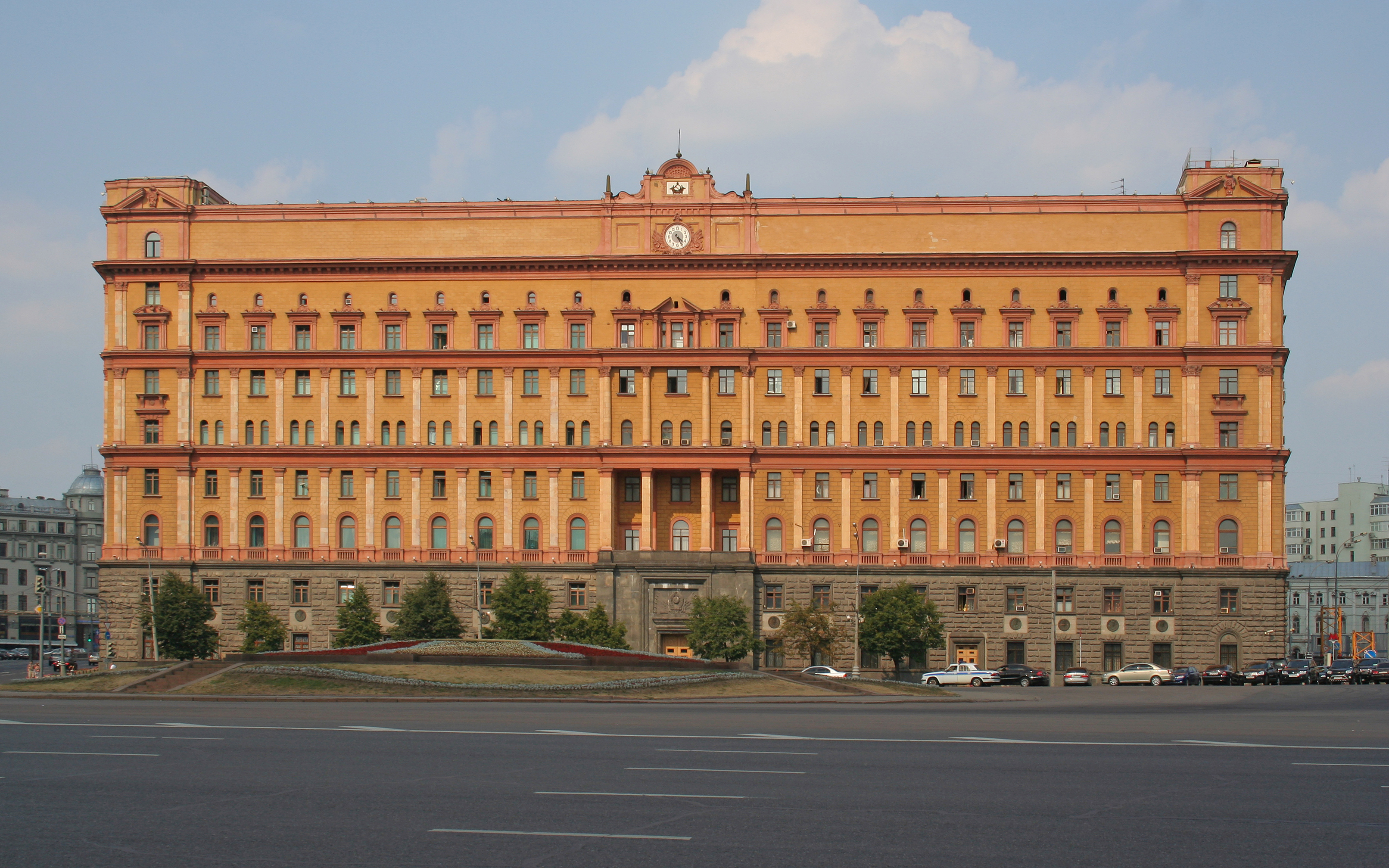
Huvudkontoret Lubjankabyggnaden vid Lubjankatorget.

Ryska federationens federala säkerhetstjänst (ryska: Федеральная служба безопасности Российской Федерации, Federalnaja sluzjba bezopasnosti Rossijskoj Federatsii), förkortat FSB (ryska: ФСБ), är en rysk myndighet med ansvar för Rysslands inre  säkerhetstjänst.

## Historik
FSB inrättades i november 1991 som AFB (Ryska federationens federala säkerhetsbyrå), ett ryskt säkerhetsorgan som var efterträdare till (huvuddelen av) den ryska delen av KGB. Det sovjetiska KGB, vilket i sin tur var efterträdare till Tjekan och NKVD, upplöstes slutligen i december 1991 som en del av Sovjetunionens upplösning. KGB hade i augusti varit inblandat i augustikuppen i Sovjetunionen 1991 mot Sovjetunionens president Michail Gorbatjov, vilken avvärjts av Rysslands president Boris Jeltsin. Från 1993 organiserades Rysslands inre säkerhetstjänst i myndigheten FSK.
Organisationen utför bland annat kontraspionage, bekämpning av terrorism och övervakning. Organisationen FSK genomgick 1995 en omorganisation, varvid den utökades och bytte namn till FSB. Den 9 mars 2004 blev FSB underställd det ryska justitiedepartementet. Genom lag av den 7 mars 2005 blev myndigheten direkt underställd den Ryska federationens president.

## Uppdrag
FSB:s uppdrag omfattar följande verksamhetsområdet:
- Kontraspionage
- Terrorismbekämpning
- Skydd av den konstitutionella ordningen
- Bekämpning av grov brottslighet
- Underrättelseverksamhet i huvudsak inom Ryssland. Utanför landets gränser ansvarar i princip Ryska federationens underrättelsetjänst och den militära underrättelsetjänsten GRU för underrättelsetjänst.
- Gränskontroll och gränsövervakning genom Ryska federationens gränsbevakning
- Informationssäkerhet

## FSB i Ukraina
FSB är i huvudsak en inrikes säkerhetstjänst, men FSB arbetar också i Ukraina och andra länder genom sin sedan 1992 organiserade "Femte tjänst" (Operational Information and International Relations Service) under Sergej Beseda (född 1954). Sedan juni 2021 är denna verksamhet omorganiserad till det nionde direktoratet.

## Organisation
- Centrala ledningen

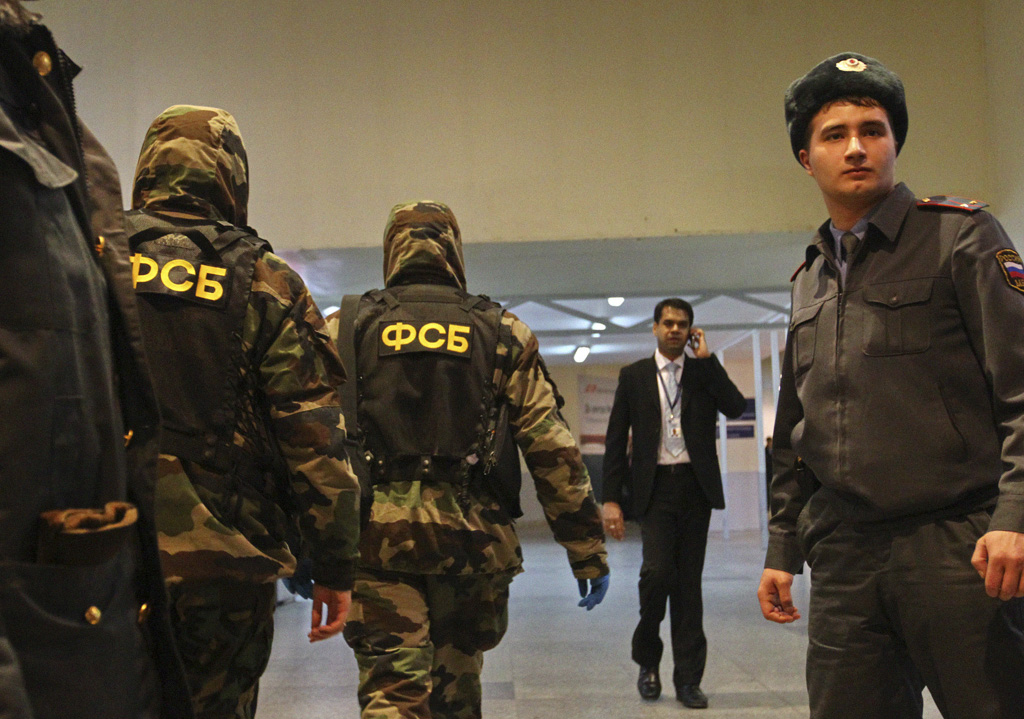
Spetsnaz från FSB vid skarp insats efter bombningen av Domodedovo internationella flygplats 2011.

- Territoriella säkerhetsorgan för Rysslands federala distrikt och Rysslands federationssubjekt.
- Säkerhetsorgan i Ryska federationens försvarsmakt, i andra väpnade organ och vid truppförband.
- Ryska federationens gränsbevakning
- Övriga säkerhetsorgan
- Understödsorgan, som flygavdelning, järnvägsavdelning, motortransportavdelningar, särskilda utbildningscentra, specialtrupper, vetenskapliga forskningsanstalter, expertorgan, rättsmedicinska anstalter, militärmedicinska enheter, militära byggnadsförband och sanatorier.

## Chefer
- Viktor Valentinovitj Ivanenko 5 augusti 1991 – 26 november 1991 (chef för den ryska federationens KGB)
- Viktor Valentinovitj Ivanenko, november 1991 – januari 1992 (Chef för Ryska federationens federala säkerhetsbyrå, AFB)
- Viktor Barannikov, januari 1992 – juli 1993 (FSK)
- Nikolaj Golusjko, december 1993 – februari 1994[6]
- Sergej Stepasjin, februari 1994 – april (juni) 1995
- Mikhail Barsukov, juli 1995 – juni 1996
- Nikolaj Kovaljov, juli 1996 – juli 1998
- Vladimir Putin, juli 1998 – augusti 1999
- Nikolaj Patrusjev, augusti 1999 – maj 2008
- Aleksandr Bortnikov, från maj 2008